# Mickey & Minnie's Runaway Railway
 Mickey & Minnie's Runaway Railway es un paseo oscuro sin raíles situado dentro de los Estudios de Hollywood de Disney en Walt Disney World en Bay Lake, Florida. Una segunda ubicación próxima será en Mickey's Toontown en Disneylandia en Anaheim, California. La atracción es la primera en un parque temático de Disney que se tematiza con el ratón Mickey. Está basada en el mundo estilizado de la serie de televisión del personaje.
La versión de Mickey & Minnie's Runaway Railway en Disney's Hollywood Studios se anunció por primera vez en julio de 2017 en la D23 Expo como uno de los 23 cambios planificados en los parques de Disney. La versión en Disney's Hollywood Studios abrió el 4 de marzo de 2020, dentro de la réplica del parque del Teatro Chino de Grauman, reemplazando a The Great Movie Ride. La versión de Disneyland tiene programada su apertura en 2022.

## Descripción
El paseo tiene como tema el estreno de Perfect Picnic, un nuevo cortometraje animado de Mickey y Minnie Mouse. Según el Imagineer Kevin Rafferty, los invitados pasarán a través de una pantalla de proyección simulada y experimentarán una "aventura desenfrenada y descontrolada". El objetivo es que los pasajeros sientan que están siendo transportados a la caricatura a bordo del tren de Goofy.
Mickey & Minnie's Runaway Railway cuenta con nuevas tecnologías desarrolladas  por Walt Disney Imagineering que Disney llama "2 y 1⁄2 D", que añade profundidad a entornos 2D y los hace más parecidos a los 3D sin necesidad de usar gafas 3D. También incluye más Mickeys ocultos que cualquier otro paseo.

### Fila
Para la instalación en los Estudios de Hollywood de Disney, los invitados entran a través de una recreación del Teatro Chino de Grauman. La cola de espera pasa por el vestíbulo antes de entrar al auditorio, y las paredes están adornadas con una variedad de pósteres de películas que muestran cortos ficticios de Mickey Mouse que se estrenaron en el teatro. Además, hay pósteres que muestran cortos reales de Mickey Mouse: "Croissant de Triomphe", "Mumbai Madness", "Potatoland", "Split Decision", "Three-Legged Race", "Tokyo Go", "Wish Upon a Coin", "Wonders of the Deep", y "Yodelberg". [cita requerida]
Para la próxima instalación en Disneylandia, la atracción se alojará en un nuevo edificio dentro de Mickey's Toontown llamado el Teatro El CapiTOON, un juego de palabras del conocido Teatro El Capitán en Hollywood. En la cola de entrada de esta versión habrá una exhibición diseñada por la ficticia Sociedad Histérica de Toontown, mostrando elementos del "mundo de los toones", incluyendo disfraces y otros accesorios.

### Show previo
Después de entrar en el auditorio, los invitados presencian un nuevo estreno de un corto de Mickey y Minnie llamado Perfect Picnic. El corto de dibujos animados comienza con Mickey, Minnie y Pluto preparándose para un pícnic en el parque Runnamuck, cantando "Nothing Can Stop Us Now". Mientras empaca el auto de Mickey, Minnie accidentalmente empaca a Pluto con la canasta de pícnic en el baúl. El dúo se dirige al parque. En el camino, Mickey y Minnie conducen junto a Goofy, que conduce el tren Runnamuck Railroad que recorre el parque. Su auto choca contra un bache al pasar por un cruce de ferrocarril, abriéndose el maletero y lanzando a Pluto junto con la cesta de pícnic al aire. Pluto logra salvar la cesta de pícnic, pero un pastel se cae y aterriza en la chimenea del tren. Con la chimenea atascada, el tren toma velocidad. El tren entra en pánico cuando entra en un granero, donde se produce una explosión que provoca la aparición de un gran agujero en la pantalla de la película. Cuando el humo se despeja, Goofy aterriza en una tabla suelta en el exterior del granero e invita al público a viajar con él en el tren. Le pide a un miembro del reparto cercano que ayude a los invitados a entrar en el dibujo animado mientras él vuelve al granero para arreglar el tren. Después de caminar por la pantalla, los invitados se encuentran en la estación de tren de los dibujos animados, y se dirigen a la plataforma de carga donde llega el tren.

### El paseo
Una vez que el tren se detiene en la estación de carga, los huéspedes abordan uno de los cuatro vagones detrás de la locomotora. Luego, el tren sale de la estación y gira a la izquierda, pasando por unl parque en un día musical soleado antes de entrar en un túnel. Una vez dentro, Goofy abre la ventana trasera y pregunta a los invitados si están listos para el recorrido por el parque. Mickey y Minnie se acercan al tren e intercambian saludos. Mickey se estaciona junto a una palanca de cambio de ferrocarril y le pide a Goofy que cuide a los invitados. Goofy orgullosamente exclama: "Gawrsh están conmigo, ¿qué podría salir mal? Bueno, de vuelta al trabajo ". Goofy cierra su ventana y comienza a cantar "He estado trabajando en el ferrocarril" cuando cae la palanca del interruptor cercano desconectando los autos de la locomotora de Goofy. La locomotora gira a la izquierda, mientras que los autos con los invitados giran a la derecha. Mickey y Minnie corren tras el tren desbocado. 
Los coches salen del túnel hacia el desierto con Mickey y Minnie a caballo tratando de acorralar a los coches. Se enredan en sus cuerdas cuando los buitres se lanzan al ataque. Los coches entran en un parque de atracciones donde Mickey y Minnie flotan atados a globos.  En una habitación el dúo aterriza en una isla tropical donde se produce una erupción volcánica. Cada uno de los cuatro coches entra en sus propias calas separadas que están parcialmente cerradas con pantallas individuales. Se ve a Mickey y Minnie atrapados en un rápido descenso hacia una cascada. Los invitados parecen seguirlos de cerca y caer con ellos al agua, emergiendo momentos después en una ciudad submarina. Está llena de una variedad de vida marina animada que se mueve al ritmo de la música con algunos instrumentos. 
La escena pasa a un sistema de alcantarillado por donde escurre agua y los coches llegan a otra habitación que representa el centro de una gran ciudad por la noche. Se puede ver a Pete con un martillo neumático trabajando  en la construcción y riendo, mientras que el Pato Donald es visto en una furgoneta de reparto. Los coches se desvían a una sala diseñada como estudio de baile, y el Pato Daisy los lleva a bailar un vals seguido de una conga. Los coches bailan en un callejón ya que Minnie les advierte que no entren. Los coches parecen estar atascados en una cinta transportadora que se mueve hacia una trituradora. Mickey y Minnie finalmente logran tirar de un interruptor que apaga la fábrica y la transforma en una noche de luna en el parque. Los coches dan marcha atrás y se dan la vuelta, moviéndose a otra habitación donde Mickey, Minnie y Pluto finalmente pueden tomar su pícnic. El coche principal se vuelve a enganchar a la locomotora dirigida por Goofy, que dice a los invitados que su "visita guiada" ha concluido y les agradece que se hayan quedado con él. Goofy se despide, cierra la ventana trasera y se le oye descubrir una palanca preguntándose qué hace. Justo antes de que el tren vuelva a la estación tira de ella provocando una pequeña explosión en el interior de su cabina seguida de su característico grito, haciendo que los  pasajeros rían por última vez. Los invitados salen de la estación y pasan por la misma pantalla de la película, que ahora muestra el título "Fin"

## Elenco de voces
- Chris Diamantopoulos como Mickey Mouse
- Russi Taylor / Kaitlyn Robrock como Minnie Mouse
- Tony Anselmo como Pato Donald
- Bill Farmer como Goofy y Pluto
- Jim Cummings como Pete
- Tress MacNeille como Daisy Duck